# Dunaegyháza
Dunaegyháza este un sat în districtul Kunszentmiklós, județul Bács-Kiskun, Ungaria, având o populație de 1.472 de locuitori (2011). 

## Demografie
Componența etnică a satului Dunaegyháza
     Maghiari (67,97%)
     Slovaci (27,62%)
     Romi (2,77%)
     Necunoscut (0,46%)
     Alții (1,18%)
Componența confesională a satului Dunaegyháza
     Luterani (23,98%)
     Fără religie (15,96%)
     Reformați (7,81%)
     Necunoscută (51,29%)
     Atei (0,95%)
     Alte religii (3,94%)
Conform recensământului din 2011, satul Dunaegyháza avea 1.472 de locuitori. Din punct de vedere etnic, majoritatea locuitorilor (67,97%) erau maghiari, existând și minorități de slovaci (27,62%) și romi (2,77%). Apartenența etnică nu este cunoscută în cazul a 0,46% din locuitori. Nu există o religie majoritară, locuitorii fiind luterani (23,98%), persoane fără religie (15,96%) și reformați (7,81%). Pentru 51,29% din locuitori nu este cunoscută apartenența confesională.